# Кирило Деміан
Кирило Деміан (Даміан) (нім. Cyrill Demian; 1772, Герла — 1 листопада 1847, Відень) — австрійський майстер вірменського походження, який виготовляв органи і клавіри, винахідник акордеона.

## Біографічні відомості
Кирило Деміан оселився у Відні 1805 року, а в 1810 році отримав право займатись виготовленням музичних інструментів. Деміана зараховували до кращих виробників фортепіано. 6 липня 1807 року у Кирила народжується син, якого назвали Карл-Матіас, а 24 листопада 1811 року на світ з'являється другий син Гвідо. Помер Кирило Деміан у Відні 1 листопада 1847 року у віці 75 років.

## Винайдення акордеона
6 травня 1829 року Кирило з синами звернувся до Віденського патентного бюро з проханням запатентувати новий музичний інструмент — акордеон. Патент був виданий 23 травня 1829 року. Ця дата і вважається датою винайдення акордеона. Акордеон Кирила Деміана був удосконаленою ним версією гармоніки. Інструмент мав п'ять клавіш, призначених для лівої руки. Кожній клавіші відповідав акорд (не тон), звідси й назва «акордеон». На ньому можна було виконувати прості мелодії в одній тональності. Отримавши патент, фірма «Деміан і сини» налагодила виробництво у Відні ручних гармонік — акордеонів. Деміан ще впродовж років працював над вдосконаленням свого винаходу.